# Sách An Ma

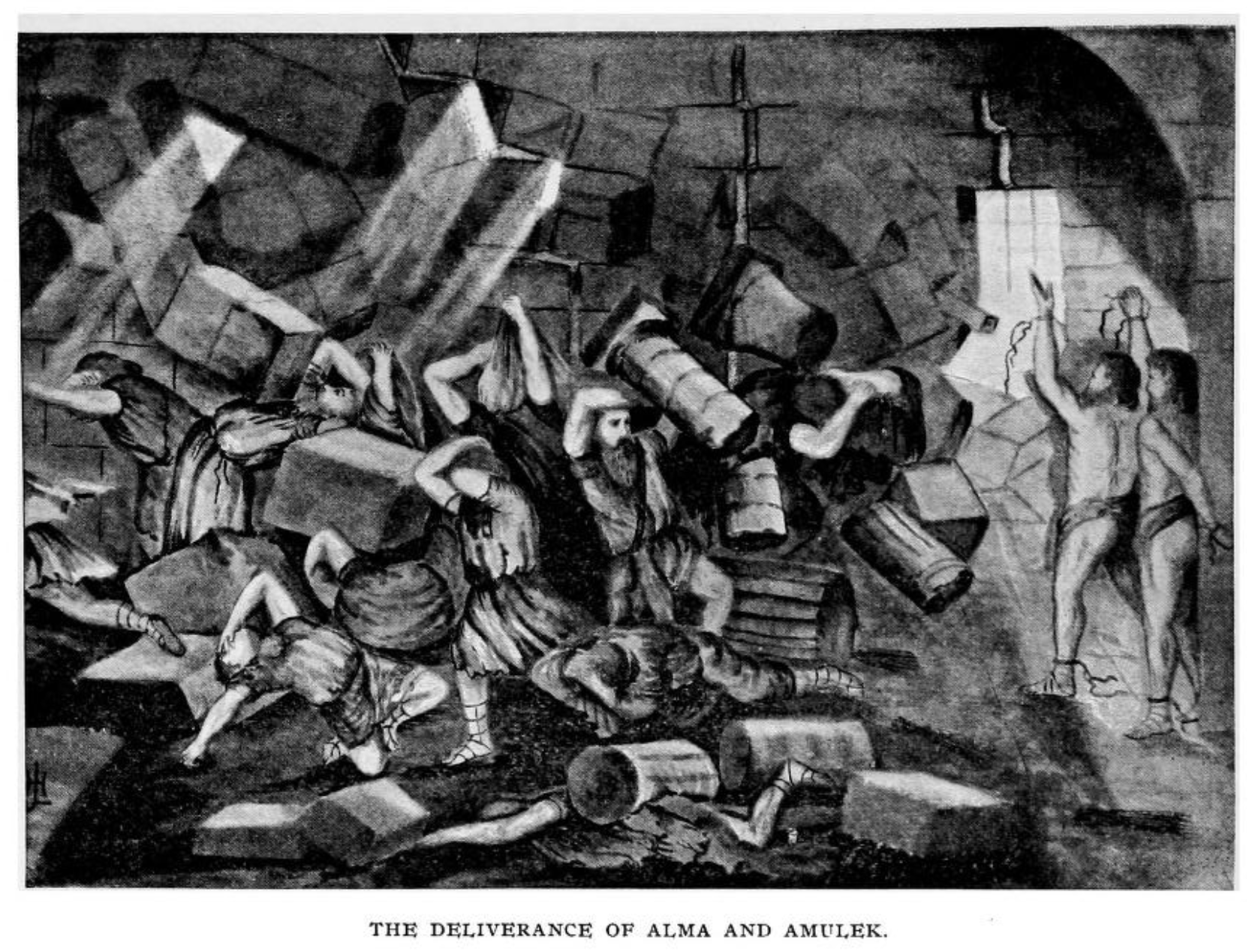
Tranh minh họa về sự giải cứu của Alma và Amulek

Sách An Ma (Book of Alma) tên đầy đủ là Sách An Ma: Con trai của An Ma (The Book of Alma: The Son of Alma) là một trong những cuốn sách tạo thành tập sách Mặc Môn. Tiêu đề đề cập đến An Ma con (Alma the Younger) vốn là một nhà tiên tri và "trưởng phán quan" của dân Nê Phi. Sách An Ma là cuốn thánh thư dài nhất trong Sách Mặc Môn và bao gồm sáu mươi ba chương chiếm gần một phần ba dung lượng của toàn tập sách Mặc Môn. Cuốn sách ghi lại 39 năm đầu tiên của điều mà Nê Phi gọi là "triều đại của các phán quan", một thời kỳ trong đó quốc gia Nê Phi áp dụng một chính phủ thần quyền lập hiến trong đó cơ quan tư pháp và hành pháp các nhánh của chính phủ đã được kết hợp với nhau.
Tác phẩm này là Thiên ký thuật của An Ma, ông là con trai của An Ma và là vị trưởng phán quan đầu tiên cai trị dân Nê Phi, và cũng là thầy tư tế thượng phẩm cai quản Giáo hội. Thiên ký thuật về chế độ các phán quan cùng những trận chiến và những cuộc tranh chấp trong dân chúng. Đây cũng là một thiên ký thuật nói về trận chiến giữa dân Nê Phi và dân La Man theo biên sử của An Ma vốn là vị trưởng phán quan đầu tiên. Bài giảng của An Ma về đức tin cho dân Giô Ram trong sách An Ma được sử dụng rộng rãi để giải thích quá trình hình thành và phát triển đức tin.. Theo John W. Welch, dựa trên sự xuất hiện của các yếu tố sau đây trong sách An Ma, thì buổi lễ đền thờ của người Nê Phi sử dụng các họa tiết đền thờ quen thuộc, bao gồm: Hình ảnh sáng tạo phong phú về sự sa ngã của Adam và Eva, Sự cứu chuộc, ban hành Các điều răn, đối mặt với sự phán xét, lối vào mang tính biểu tượng để bước vào sự hiện diện của Chúa.

## Nội dung
Sách An Ma ghi lại lịch sử của con người trong thời gian 40 năm sau khi dân chúng đã chấp thuận chế độ được đề nghị. Vào lúc cuối thời gian trị vì của mình, Vua Mô Si A đã đề nghị rằng chế độ quân chủ phải được thay thế bằng một chế độ các phán quan do dân chúng chọn ra. Chế độ được đề nghị phải được đặt trên các luật pháp do Thượng Đế ban cho do các phán quan điều hành, là những người được dân chúng chọn ra. Nguyên tắc về quyền tự quyết là nền tảng của chế độ đã được đề nghị thay vì là một nhà vua, những cá nhân sẽ chấp nhận trách nhiệm và sự giải trình để hành động đúng theo luật pháp. Các chương cuối của biên sử An Ma gồm các chương 43 đến 62 đã thuật lại một thời kỳ thử thách và khó khăn. Trong thời gian 19 năm này, dân chúng đương đầu với những thử thách chính trị nội bộ, những đe dọa ở bên ngoài và hầu như cuộc xung đột thường xuyên có vũ trang. Vào thời các quan xét (phán quan/thẩm phán), có một đạo quân gồm 135.000 lính Mi-đi-an (Midianites), A-ma-léc (Amalekites) và những dân khác đóng quân trong đồng bằng đối diện với Mô-rê (Moreh).
Hệ thống chính quyền của họ đã hai lần bị đe dọa trong nội bộ bởi những người tìm cách lên làm vua và tước đoạt quyền của người dân để chọn người lãnh đạo và được tự do thờ phượng. Tương tự như thế, những người này phải tự bảo vệ mình khỏi nhiều cuộc tấn công bên ngoài của dân La Man là những kẻ quyết tâm hủy diệt chính quyền Nê Phi và bắt dân Nê Phi làm nô lệ. Kinh tế bị gián đoạn bởi nhiều thử thách này, mặc dù đã không được đề cập đến một cách cụ thể, có thể là một thử thách đáng kể cho dân chúng. Trong khi sưu tập biên sử thiêng liêng, Mặc Môn đã cung cấp một bài tường thuật chi tiết về thời kỳ này. Trong sách An Ma, chương 20, Am Môn (Ammon) và La Mô Ni (Lamoni) đã đi đến thành phố Mi Đô Ni (Middoni) vì mục đích tìm kiếm và giải thoát anh trai A Rôn (Aaron) của Am Môn (Ammon) ra khỏi nhà tù. Và tiếng nói của Chúa đã đến với Am Môn mà rằng: "Ngươi chớ đi lên xứ Nê Phi, vì này, vua xứ đó sẽ tìm cách giết ngươi; nhưng ngươi hãy đến xứ Mi Đô Ni; vì này, anh của ngươi là A Rôn, và cả Mơ Lô Ki cùng An Ma đang bị cầm tù". Và A Mi Na Đáp (Aminadab) trả lời chúng rằng: "Các người phải hối cải, và cầu khẩn lên tiếng nói ấy cho đến lúc nào các người có đức tin nơi Đấng Ky Tô, là Đấng mà An Ma, A Mu Léc, và Giê Rôm (Zeezrom) đã giảng dạy cho các người biết và khi nào các người làm được như vậy thì đám mây đen tối sẽ được dời đi không còn bao phủ các người nữa".

## Các nhân vật
Các nhân vật được đề cập đến trong sách An Ma bao gồm:
- An Ma con (Alma the Younger)
- Gideon
- Nephihah
- Những người con của Mosiah (Mô-Si-A) gồm:
  - Ammon
  - Aaron
  - Omner
  - Himni
- Amulek
- Zoram
- Ammon
- Melek (Mơ-lếch)
- Lehonti
- Helaman
- Shiblon
- Corianton
- Đội trưởng Moroni
- Hai ngàn chiến binh
- Teancum
- Laman
- Gid
- Teomner
- Pahoran
- Hagoth
- Moronihah
- Nehor
- Amlici
- Korihor
- Zoram
- Zerahemnah
- Amalickiah
- Morianton
- Ammoron
- Đức Vua
- Gidoni
- Zeezrom
- Lamoni
- Những kẻ chống đối Nê Phi và Lê Hi